# Robbie Haemhouts
Robbie Haemhouts, né le 9 décembre 1983 à Brasschaat, est un footballeur belge au poste de milieu relayeur.

## Palmarès
- Champion des Pays-Bas de D2 en 2014 avec le Willem II Tilburg